# جنگل کوهستانی اسکاندیناوی
جنگل کوهستانی اسکاندیناوی (به لاتین: Scandinavian montane birch forest and grasslands) یک جنگل در نروژ است.